# Blackburn Olympic Football Club
Il Blackburn Olympic Football Club, meglio noto come Blackburn Olympic, è stata una società calcistica inglese con sede nella città di Blackburn.
Fondato nel 1877, il club fu sciolto nel 1889 a causa di problemi economici. Nei primi anni della sua esistenza partecipò a competizioni nel Lancashire. Nel 1880 partecipò per la prima volta alla FA Cup, allora il più importante trofeo calcistico inglese, divenendo nel 1883 la prima squadra dell'Inghilterra settentrionale a vincere il trofeo. Infatti, prima di allora la manifestazione era stata vinta soltanto da club dilettantistici della zona di Londra.
I colori del Blackburn Olympic erano il bianco e l'azzurro e le partite venivano disputate allo stadio Hole-i'-th-Wall. James Ward fu l'unico calciatore a vestire la maglia della Nazionale inglese durante il periodo trascorso al Blackburn Olympic.

## Storia

### La fondazione e i primi anni

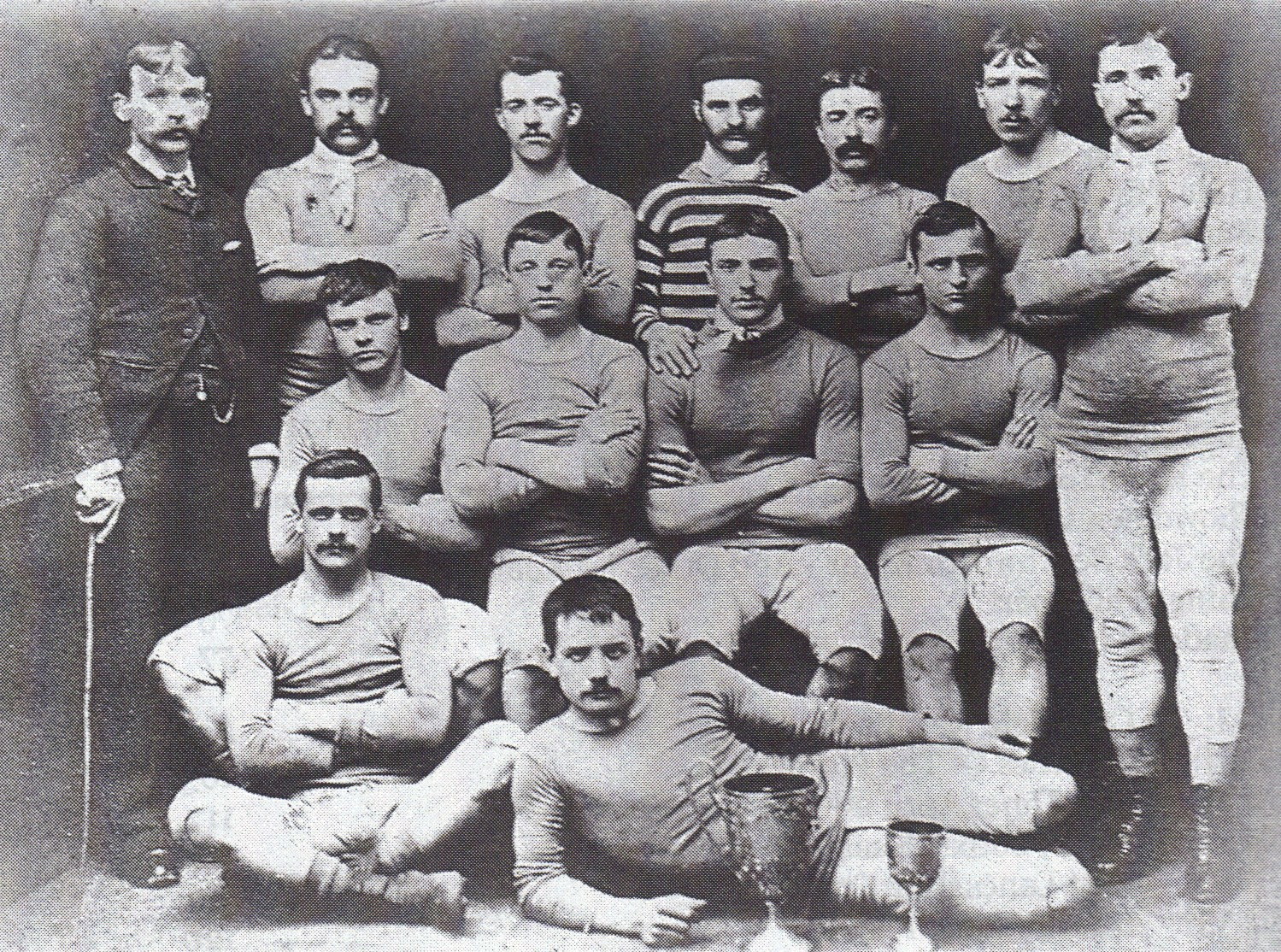
I giocatori del Blackburn Olympics nel 1882

Il calcio si diffuse intorno al 1860, inizialmente nell'Inghilterra meridionale tra persone istruite e appartenenti ai ceti alti. Nel decennio successivo il gioco raggiunse le città industriali del Nord. Nella città di Blackburn, nel Lancashire, esistevano più di dodici club, il più importante di questi era il Blackburn Rovers Football Club, fondato nel 1875. Il Blackburn Olympic Football Club nacque nel febbraio del 1878 con la fusione di due club chiamati Black Star e James Street. Il nome fu scelto dal tesoriere del club James Edmondson, che probabilmente prese ispirazione dalla città di Olimpia, in Grecia, dove erano stati recentemente riportati alla luce i resti archeologici della sede che ospitava gli antichi Giochi olimpici. Il Blackburn Olympic giocò la prima partita il 9 febbraio 1878, quando sconfisse in un'amichevole i concittadini del St. John's per 2-0.
Nell'aprile dello stesso anno giocò la prima competizione, la Livesey United Cup. L'Olympic batté in finale il St. Mark's e si aggiudicò il trofeo, che conservò negli anni successivi poiché non vennero organizzate altre edizioni del torneo. Nelle due stagioni che seguirono il Blackburn Olympic disputò diverse amichevoli e partecipò alla Blackburn Association Challenge Cup, un torneo a eliminazione diretta aperto a tutte le squadre di Blackburn. L'Olympic trionfò nel 1879 e nel 1880, poi la competizione non venne più organizzata perché la Blackburn Association entrò a far parte della Lancashire County Football Association. Come accadde per la Livesey United Cup, il trofeo restò al Blackburn Olympic.
Nel 1880 la commissione del club decise di partecipare a delle competizioni più importanti, quali la Lancashire Senior Cup e la FA Cup, il torneo più antico e più importante del Regno Unito. All'esordio in FA Cup il Blackburn Olympic fu sconfitto per 5-4 dallo Sheffield FC, e anche nell'edizione successiva fu eliminato al primo turno, perdendo fuori casa 3-1 contro il Darwen. Nonostante gli insuccessi la reputazione del club aumentò notevolmente e vennero organizzati incontri contro squadre provenienti da più lontano, come lo Sheffield Weds, il Nottingham Forest e gli scozzesi del Cowlairs e dell'Hibernian. In quegli anni Sydney Yates, il proprietario di una fonderia di Blackburn, aiutò il club investendo un'ingente somma di denaro e continuando a finanziarlo per molti anni. Nel 1882 l'Olympic sconfisse il Blackburn Rovers e vinse la East Lancashire Charity Cup.

### La vittoria in FA Cup

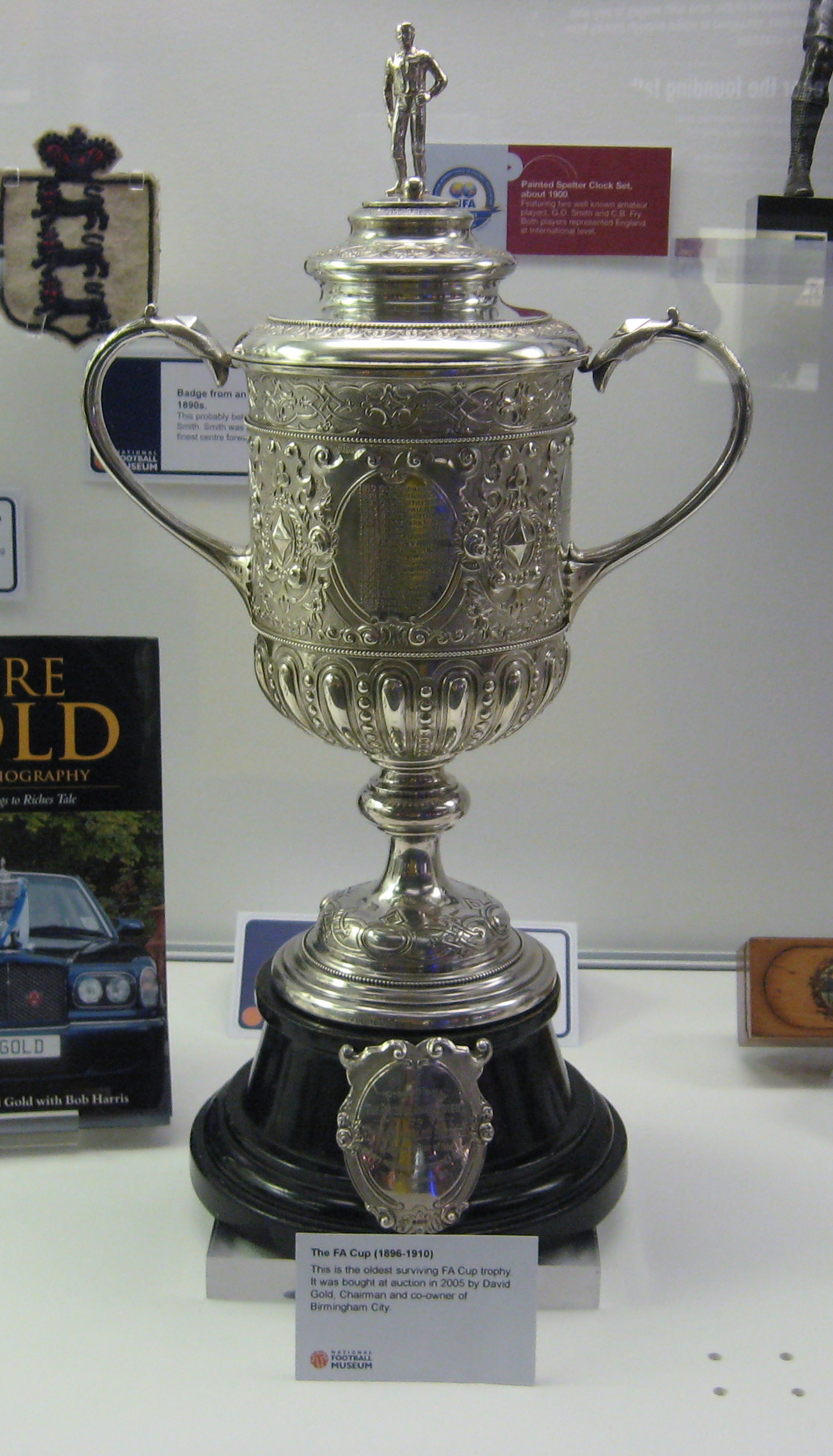
Fedele riproduzione del secondo trofeo della FA Cup vinto dall'Olympic nel 1883. L'originale fu rubato nel 1895 e mai più recuperato.

Nell'edizione 1882-1883 della FA Cup il Blackburn Olympic raggiunse il quinto turno vincendo le partite contro l'Accrington Stanley, Lower Darwen, Darwen Ramblers e Church. Al quinto turno affrontò i gallesi dell'Elements Cefn Druids Association Football Club e li sconfisse a Ruabon per 4 a 1. In semifinale vennero sorteggiati contro l'Old Carthusians, una squadra del Surrey formata da studenti della prestigiosa Charterhouse School: era la prima volta che il Blackburn Olympic sfidava una squadra del Sud e il Carthusians, vincitore della competizione nella stagione 1880-1881, era considerato favorito da tutti i giornali di Blackburn. La semifinale si giocò in campo neutrale a Manchester e il Blackburn Olympic vinse 4-0, guadagnando l'accesso alla finale contro l'Old Etonians.
Prima dell'incontro conclusivo Jack Hunter, che era entrato in squadra nel 1882 nel duplice ruolo di giocatore e allenatore, portò i giocatori dell'Olympic a Blackpool, dove si allenarono insieme per alcuni giorni e provarono il nuovo modulo tattico introdotto dallo stesso Hunter, il 2-3-5. Attraverso questo innovativo sistema tattico, il sesto attaccante arretrava sulla linea di centrocampo divenendo mediano centrale e fungendo sia da scudo per la difesa durante le sortite offensive avversarie, sia da fulcro del gioco in occasione delle azioni offensive. Nessuna squadra aveva fatto questo prima di allora.

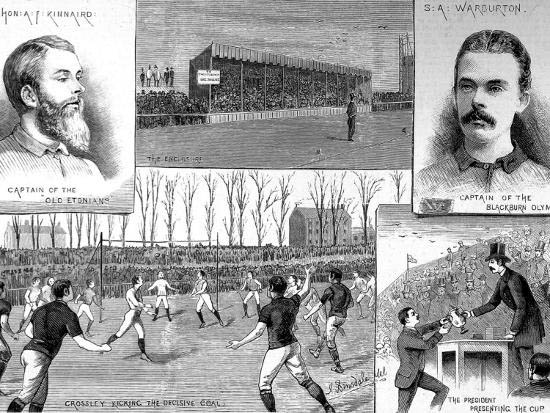
Illustrazione della finale di FA Cup 1883 raffigurante i capitani delle due squadre e lo stadio (in alto), il match e la cerimonia di premiazione (in basso)

La finale si giocò il 31 marzo 1883 al Kennington Oval di Londra. Gli studenti dell'Eton College un anno prima avevano vinto il torneo battendo il Blackburn Rovers, la prima squadra dell'Inghilterra settentrionale a raggiungere la finale, ma non riuscirono a ripetersi. Passarono in vantaggio nel primo tempo grazie a un gol di Harry Goodhart, ma il giocatore dell'Olympic Arthur Matthews segnò la rete del pareggio nel secondo tempo. Poco dopo l'Old Etonians perse l'attaccante Arthur Dunn per infortunio e fu costretto a concludere la partita in dieci uomini. Alla fine dei novanta minuti le due squadre erano ancora in parità. Secondo le regole dettate dalla Football Association, l'arbitro e i due capitani in caso di parità potevano decidere di giocare per ulteriori 30 minuti invece di ripetere la partita. Si fece così e a dieci minuti dal termine il Blackburn Olympic segnò il gol della vittoria con Jimmy Costley. Una volta tornati a Blackburn furono accolti come eroi e celebrarono la vittoria. Anziché essere consegnata durante la cena annuale del club vittorioso, la coppa venne affidata, per la prima volta, sul terreno di gioco al capitano Warburton direttamente dall'arbitro e dirigente della FA Francis Marindin.
Nell'Inghilterra meridionale la vittoria dell'Olympic contro uno dei club dilettantistici più forti provocò costernazione. All'epoca la Football Association proibiva ai club di pagare i loro giocatori ma i club formati da esponenti della classe operaia, soprattutto tra quelli del Lancashire, erano incolpati di dare stipendi ai calciatori almeno dal 1876. In occasione della vittoria di prestigio dell'Olympic, giornalisti e dirigenti affiliati alle società dilettantistiche meridionali intensificarono le loro pressioni sulla FA affinché indagasse sulla gestione finanziaria dei club settentrionali. In particolare si lamentarono del ritiro dell'Olympic a Blackpool, insinuando che i giocatori non sarebbero stati in grado di prendersi un periodo così lungo di congedo dal lavoro a meno che non stessero percependo una qualche forma di stipendio dal club. Furono contestati anche i trasferimenti dei giocatori da una città all'altra al solo scopo di giocare per una nuova squadra di calcio. Nel caso dell'Olympic, Jack Hunter si era trasferito appositamente da Sheffield per entrare in squadra. Contro l'Olympic non vennero presi provvedimenti ma altri club ricevettero delle punizioni, ad esempio il Preston N.E. fu escluso per alcuni anni dalla FA Cup. Ciò indusse le squadre settentrionali a minacciare la secessione dalla FA e la costituzione di una federazione rivale promotrice del professionismo in opposizione al dilettantismo difeso dalla Football Association.

### Declino e scioglimento

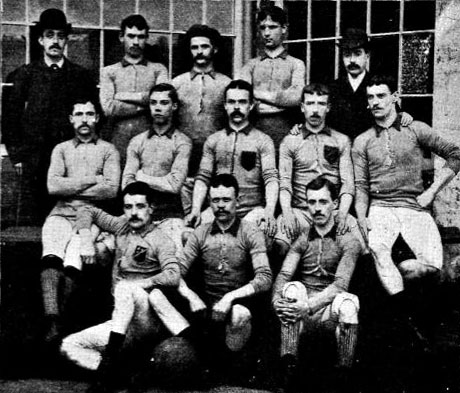
I giocatori del Blackburn Olympics nel 1883

Nella stagione successiva l'Olympic raggiunse le semifinali di FA Cup 1883-1884, come fece il Blackburn Rovers. Il sorteggio mise di fronte questi ultimi e il Notts County e l'Olympic e il Queen's Park, quindi le due squadre di Blackburn avevano la possibilità di incontrarsi in finale. I Rovers vinsero contro il Notts County per 1-0 ma l'Olympic perse per 4-0 contro gli scozzesi.  Il club sporse invano un reclamo alla FA basato sull'invasione di campo da parte di alcuni dei 16 000 spettatori In finale il Blackburn Rovers si impose per 2-1 e vinse per la prima volta la FA Cup.
L'Olympic non riuscì mai più a ripetere i successi del passato. Nell'edizione 1884-1885 della FA Cup venne eliminato al secondo turno dal Blackburn Rovers, che alzò la coppa per la seconda volta di fila e si affermò definitivamente come il club più importante della città. In seguito alla succitata minaccia dello scisma, nel 1885 la Football Association legalizzò il pagamento dei giocatori e quindi il professionismo. Tuttavia a Blackburn per l'Olympic fu difficile sottrarre sponsor e tifosi al blasonato Blackburn Rovers, per cui non poté offrire ai giocatori stipendi alti come facevano le altre squadre del Lancashire e i calciatori preferirono accasarsi altrove. Nel 1886 la società fu costretta a ridurre gli stipendi a un quarto di quelli del Preston North End. In conseguenza di ciò, molti giocatori lasciarono l'Olympic e passarono a club più ricchi.
Il 22 marzo 1888 fu fondata dal dirigente dell'Aston Villa William McGregor, la Football League, il primo campionato della storia. McGregor decise che in una città solo una squadra poteva partecipare al campionato e ovviamente a Blackburn fu scelto il Blackburn Rovers. L'Olympic allora si unì a un campionato che era stato creato dalle squadre escluse dalla Football League. Questo campionato era chiamato The Combination ed era formato, oltre che dal Blackburn Olympic, da Newton Heath, Grimsby Town, Lincoln City, Port Vale, Crewe Alexandra, Bootle e Small Heath. Il campionato, a differenza della Football League, non ebbe successo e fu cancellato prima della fine della stagione 1888–1889. Sommerso da pesanti debiti, all'inizio del 1889 il Blackburn Olympic annullò i contratti di tutti i giocatori e passò ad essere formato solo da dilettanti. Nemmeno così si riuscì a salvare, per cui il club che venne sciolto a settembre dello stesso anno. L'ultima partita giocata dall'Olympic fu una sconfitta in casa dell'Everton.

## Cronistoria
Di seguito la cronistoria del Blackburn Olympic Football Club.

## Colori e simboli

### Colori
Nei primi tempi dopo la fondazione i giocatori dell'Olympic solevano vestire divise color magenta. Dato che all'epoca le regole riguardanti le divise erano poco rigide, Tommy Gibson indossava una maglia ambra e nera a strisce orizzontali, ritenendo che portasse fortuna. In seguito fu copiato dal compagno di squadra Alf Astley. Nel 1880 il club partecipò per la prima volta alla FA Cup e secondo il regolamento tutta la squadra doveva indossare la stessa divisa, pertanto si optò per una divisa formata da una maglia azzurra e calzoncini bianchi. Quando gli avversari vestivano di colori simili, il Blackburn Olympic indossava una divisa alternativa con una maglia più scura.

### Simboli ufficiali

#### Stemma
L'Olympic non aveva uno stemma ma, nell'edizione della FA Cup vinta dal club, alcuni giocatori portavano il simbolo della Lancashire Football Association cucito sulla maglia.

## Strutture

### Stadio

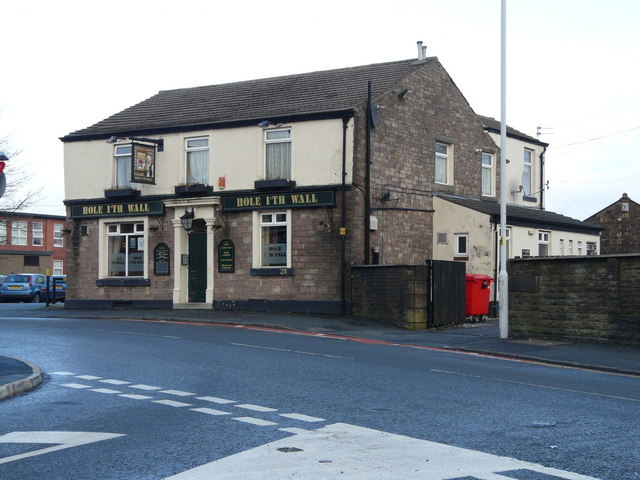
Il pub da cui prese il nome lo stadio

Il Blackburn Olympic giocò la sua prima partita in un campo di proprietà del Blackburn Cricket Club che si trovava in aperta campagna. Nei primi 18 mesi il club giocò in diversi campi della città di Blackburn.
Nel 1879 affittò un campo chiamato Hole-i'-th'-Wall, che prendeva il nome da un pub adiacente. Precedentemente quel campo era stato usato dal Queen's Own, ma dopo lo scioglimento del club era rimasto libero.
All'inizio il terreno di gioco era in pendenza ed estremamente fangoso così, nel 1880, il club spese 100 sterline per migliorare il drenaggio. Le strutture erano minime e, come succedeva nella maggior parte degli stadi del tempo, gli spettatori assistevano alle partite restando in piedi a bordo campo. Nel 1881 fu costruita una tribuna coperta dietro ad una delle due porte ma nel 1884 fu danneggiata gravemente da una bufera e venne sostituita da una nuova tribuna, eretta sul lato lungo del campo. Allo stesso tempo furono costruiti altri ripari dove gli spettatori potevano rifugiarsi in caso di piogge o nevicate.
In media assistevano alle partite dell'Olympic tra le 1000 e le 2000 persone. Il record di affluenza risale al novembre del 1884, quando circa 10000 spettatori si recarono al Hole-i'-th'-Wall per assistere a una partita contro il Preston North End.
Dopo lo scioglimento del Blackburn Olympic il campo fu acquistato dal Blackburn Railway Clerks Club. Oggi vi sorge il St. Mary's College, gestito dai Maristi.

## Diffusione nella cultura di massa
Nel 2020 Julian Fellowes realizzò la miniserie televisiva The English Game, raccontando le origini del calcio in Inghilterra all'interno del contesto sociale di quel periodo, in cui la divisione tra classi sociali era molto forte. La miniserie racconta anche alcune vicende nel periodo della FA Cup 1882-1883 riportando alcuni accadimenti storici in maniera errata; vengono fuse le due squadre di Blackburn in una sola, citando sempre o il "Blackburn Football Club" o il "Blackburn", non rendendo perciò chiaro a quale squadra si faccia riferimento; inoltre l'allora calciatore scozzese Fergus Suter, interpretato da Kevin Guthrie nella miniserie, viene presentato come uno dei vincitori dell'edizione 1882-1883 della coppa inglese ma in realtà egli non indossò mai la casacca del Blackburn Olympic ma solo quella dei Blackburn Rovers, con cui giocò e perse la finale dell'edizione precedente.

## Allenatori e presidenti

### Allenatori
All'epoca del Blackburn Olympic non esisteva ancora il concetto dell'allenatore della squadra, tuttavia alcune fonti moderne identificano Jack Hunter come manager del club. Il compito principale di Hunter era quello di allenare i giocatori, ma negli ultimi anni di storia del club si occupò anche di individuare e ingaggiare i calciatori dilettanti più promettenti.

### Presidenti
Il benefattore del club, Sydney Yates, deteneva la carica di presidente mentre suo fratello Fred era a capo del comitato del club. La gestione amministrativa del club era affidata soprattutto al segretario, una carica detenuta per gran parte della storia della società da Bill Bramham.

## Calciatori
Il Blackburn Olympic è stato il primo club a vincere la FA Cup schierando solo giocatori inglesi.

### Il Blackburn Olympic e le nazionali di calcio
L'unico calciatore che giocò nella Nazionale inglese durante la sua permanenza nell'Olympic è James Ward, che scese in campo in una partita contro il Galles il 14 marzo 1885.
Tommy Dewhurst fu convocato nel 1884 ma venne escluso dopo che fu coinvolto in una rissa con un avversario durante una partita tra l'Olympic e il Northwich Victoria.
Altri giocatori vestirono la maglia della Nazionale ma non durante il periodo di militanza al Blackburn Olympic; si tratta di Joe Beverley (3 partite e 0 gol), Edgar Chadwick (7 partite e 3 gol), Jack Hunter (7 partite e 0 gol), John Southworth (3 partite e 3 gol), William Townley (2 partite e 2 gol) e John Yates (1 partita e 3 gol).

## Palmarès

### Competizioni nazionali
- Coppa d'Inghilterra: 1

1882-1883

### Altri piazzamenti
- Coppa d'Inghilterra:

Semifinalista: 1883-1884

## Tifoseria

### Gemellaggi e rivalità
La rivalità più sentita dal Blackburn Olympic era quella con i concittadini del Blackburn. Le due squadre si sfidarono per la prima volta nel mese di febbraio del 1879 e l'Olympic vinse per 3-1; in totale disputarono quaranta incontri ma soltanto sei di questi si conclusero con la vittoria dell'Olympic.
La rivalità diventò particolarmente accesa nel settembre del 1884 quando, tra le accuse delle due squadre di rubarsi a vicenda i giocatori migliori, il segretario del Blackburn Rovers inviò un telegramma all'Olympic affermando che la sua squadra non avrebbe giocato contro l'Olympic nella stagione 1884-1885. Le due squadre furono però sorteggiate l'una contro l'altra in FA Cup a dicembre, pertanto le partite tra i rivali ripresero in quella stagione.
L'ultimo derby si giocò a febbraio del 1889 in occasione di una partita di beneficenza a favore dell'Olympic, vinta dal Blackburn Rovers per 6-1. I Rovers lasciarono tutto l'incasso all'Olympic, che economicamente si trovava in difficoltà, invece di dividerlo.